# Mohammed Rasnabe
Mohammed Rasnabe (Beni Said, 10 mei 1972) in de Nederlandse pers vaak aangeduid als Mohammed R. of Moppie, is een Nederlands crimineel van Marokkaanse afkomst. Rasnabe is een van de verdachten in het grote liquidatie-proces Passage. Tijdens Passage werd Rasnabe bijgestaan door Jan-Hein Kuijpers.

## Jeugd
Mohammed Rasnabe werd geboren in Tazagin in het Rifgebergte in Marokko en emigreerde op jonge leeftijd naar Nederland waar hij opgroeide in Mijdrecht.

## De moorden

### Barbecuemoorden
Een dubbele moord, die bekend is geworden als de Barbecuemoorden. Op 31 maart 1993 worden de 21-jarige Salim Hadziselimovic en de 19-jarige Djordje Ilic, beiden uit Joegoslavië, vermoord en vervolgens in brand gestoken. Het onderzoek naar deze moorden loopt nog. In 1997 komt echter voor het eerst de naam van Rasnabe in beeld in verband met deze zaak: er blijken vriendschappelijke links te zijn tussen de twee slachtoffers en Rasnabe, en een getuige verklaart dat hij heeft gehoord dat Rasnabe samen met Raymond Verbaan de twee hebben vermoord. Jesse Remmers was toen nog buiten beeld van deze moorden. De twee Joegoslaven blijken bevriend te zijn geweest met Verbaan en zijn zus, en zelfs bij hen in huis te hebben gewoond. En Rasnabe heeft een tijdje een relatie gehad met de zus van Verbaan: Estrella. Maar behalve de verklaring 'van horen zeggen' is er verder geen ondersteunend bewijs voor Rasnabes betrokkenheid, en het onderzoek loopt wederom vast.
Pas als Peter La Serpe zijn verklaringen aflegt, worden Rasnabe en Jesse Remmers aangewezen als de verdachten in de Barbecuemoorden.

### Tonnie van Maurik
Kort na deze eerste moorden wordt op 19 april 1993 de sportschoolhouder Tonnie van Maurik vermoord voor de deur van het Altea Hotel in Amsterdam. Volgens een prostituee is van Maurik vermoord door Rasnabe in opdracht van haar collega Pinny Song. Song zou hiervoor 10.000 gulden betaald hebben, aldus de prostituee. Ook in deze zaak had de politie echter geen ondersteunend bewijs totdat La Serpe als kroongetuige Song en Rasnabe aanwijst. Met behulp van logfiles van de mobiele-telefonie-aanbieders blijkt tevens dat zowel Rasnabe als Song op het moment van de moord in de buurt waren van het Altea Hotel.

### Hennie Shamel en Annie de Witte
Ook voor de liquidatie in Antwerpen van diamantair Shamel en diens vriendin De Witte wordt Rasnabe verdacht. Shamel en diens vriendin worden in hun auto vermoord. Ook hier probeerde justitie hem in de jaren 1990 tot heden te vervolgen maar krijgt het bewijs niet rond totdat La Serpe Siegfried Saez en Rasnabe aanwijst als de daders.

## Verraad en arrestatie
Vanaf de jaren 1990 tot heden probeert justitie Rasnabe te vervolgen voor de moorden, maar er is telkens te weinig bewijs om hem veroordeeld te krijgen. Dit is zo gebleven tot 2007 toen Peter La Serpe bij de politie aanklopte voor een deal: hij zou diverse verklaringen afleggen over een groot aantal liquidaties in de Amsterdamse onderwereld, inclusief zijn eigen rol in diverse liquidaties, in ruil voor strafvermindering en na zijn vrijlating bescherming en/of geld om elders een nieuw bestaan op te bouwen. Dit na een volgens La Serpe mislukte actie om cokehandelaren te rippen.
In het begin van deze eeuw werd Rasnabe bij verstek veroordeeld voor handel in XTC maar justitie weet dan niet waar hij verblijft. In 2006 heeft Rasnabe, volgens de dan nog toekomstige kroongetuige Peter La Serpe, een ontmoeting in Spanje met Jesse Remmers. Samen maken ze een plan om een paar Colombiaanse coke-handelaren te rippen. Volgens La Serpe mislukt deze 'ripdeal' omdat Rasnabe zelf te veel cocaïne zou gebruiken. Vlak na deze mislukte actie neemt La Serpe vanuit Spanje contact op met de Criminele Inlichtingen Eenheid van de politie in Amsterdam.
Behalve de verklaringen met betrekking tot de diverse liquidaties, welke dus leidden tot het Passage-proces, geeft La Serpe de CIE ook informatie waardoor deze Rasnabe kan opsporen. La Serpe verklaart dat Rasnabe in Spanje woont en daar gebruikmaakt van de naam Raymond Mark Nurton.
Als Rasnabe vervolgens binnen Spanje wil vliegen van Madrid naar Málaga kan de Spaanse justitie hem, op verzoek van Nederland, aanhouden en vervolgens uitleveren. Rasnabe werd op 29 januari 2013 veroordeeld tot levenslang. Op 29 juni 2017 werd die straf in hoger beroep gehandhaafd.